# لاریسا آوتیسیان
لاریسا رافیکی آوتیسیان (ارمنی: Լարիսա Ռաֆիկի Ավետիսյան؛ انگلیسی: Larissa Avetisyan؛ زادهٔ ۱۳ اکتبر ۱۹۵۸) دانشمند علم بهداشت  اهل ارمنستان است.

## زندگی‌نامه
وی در ۱۳ اکتبر ۱۹۵۸ در ایروان به دنیا آمد و از دانشگاه پزشکی دولتی ایروان (۱۹۸۱–۱۹۷۵) فارغ‌التحصیل گشت. وی همچنین برنده جوایزی همچون مدال یادبود نخست‌وزیر ارمنستان (۲۰۱۱ و ۲۰۱۵) و مدال طلای دانشگاه پزشکی دولتی ایروان (۲۰۱۱) شد.

## یادداشت
1. ↑  բժշկական գիտությունների դոկտոր
2. ↑  ԵՊԲՀ ոսկե մեդալ